# 錦織博
錦織 博（にしきおり ひろし、1966年5月20日  - ）は、日本の男性アニメーション演出家、アニメーション監督、脚本家。京都府出身。日本アニメーションを経てフリーとなってからは数多くの作品に演出・監督として参加している。

## 経歴
小学校の高学年の頃、劇場版『銀河鉄道999』のムックに載っていたスタッフ構成やアニメの機材、制作手法の記事を見てアニメの技術的な部分に関心を持つ。劇場版2作目の『さよなら銀河鉄道999』が公開されると、金田伊功の画集『金田Special』に掲載された同映画の原画に衝撃を受けて作画や美術にも興味を持つようになる。また同時期に出ていた安彦良和や杉野昭夫などの画集も買う。
中学生になると『銀河鉄道999』の原作の完結とともにアニメへの興味も失せ、しばらくアニメから離れる。
高校時代、美術部の友人に付き合って買った宮崎駿の『風の谷のナウシカ』のコミックスの絵が好きだった『ルパン三世 カリオストロの城』や『未来少年コナン』の絵と同じだと気づき、アニメへの興味が再燃する。しかし、その頃はちょうど角川映画が盛り上がっていた時期で、アニメより実写映画の方に興味があった。相米慎二や大森一樹のファンになり、日本映画学校に行って映画を学ぼうと考えていた。しかし、近所の公民館で無料上映されていたポール・グリモーの『やぶにらみの暴君』に衝撃を受け、「アニメで映画をやろう」と決意して東京デザイナー学院に入る。その前に「専門学校に行くよりアニメスタジオで働き始める方がいいのではないか」と考え、友永和秀のいたテレコム・アニメーションフィルムと小林治と後藤真砂子のいた亜細亜堂の採用試験を受けるが、どちらも不採用だった。専門学校卒業後、ガイナックスを訪れて演出や監督をやりたいと申し出るが、応対した村濱章司（のちにGONZOの社長となった）に「ウチはみんな監督をやりたいと思っているから別のところに行った方がいいよ」と断られる。
撮影スタジオの高橋プロダクションを経て、日本アニメーションに入社。『ちびまる子ちゃん』の亜細亜堂の制作協力回で演出助手を務める。社長が「東映アニメーションは少ない（動画）枚数で作品を作っている。ウチも2000枚台で作ろう」と言い出したため、敵情視察のために東映アニメ作品を片っ端から見る。そして『きんぎょ注意報!』の佐藤順一や幾原邦彦担当回の革新的な演出を見て、「演出家としてテレビアニメの20数分を構成することに対して自分とは違う意識を持っている人たちがいる」と驚き、同じ老舗でも冒険を許さない空気のあった当時の日本アニメーションと違い東映アニメーションではこんな冒険的なことをやっているんだと衝撃を受けた。日本アニメーションからの退社を決め、少し前に辞めていたプロデューサーの松土隆二が設立したベガエンタテイメントを手伝うようになる。そして同社と付き合いのあったシンエイ動画の『ザ☆ドラえもんズ 怪盗ドラパン謎の挑戦状!』に演出として参加することになり、その後、『ザ☆ドラえもんズ』の短編映画やテレビスペシャルの監督を担当するようになった。

## 人物
『銀河鉄道999』、出﨑統監督の劇場版『エースをねらえ!』、杉井ギサブロー監督の『タッチ』は特別な位置にある作品。『銀河鉄道999』は原作漫画・アニメすべてのファンで、アニメに興味を持つきっかけにもなった。後者2本は、作品の中で時間をコントロールするという意識を強く感じ、現在の自分の仕事の根幹になっている。

## エピソード
- 幾原邦彦に一方的に好かれている（幾原本人談）。『少女革命ウテナ』第5話「光りさす庭・フィナーレ」での時間経過を無視した奇抜な演出を幾原がいたく気に入ったためと思われる。幾原は、その絵コンテを見て「錦織君は自分と感性が近いかも」と他のスタッフに漏らした[4]。知り合ったきっかけは、幾原が東映を離れてオリジナル作品を作っていると聞きつけた錦織が押し掛け、初対面の幾原に誘われて『ウテナ』に演出で参加したこと[3]。

## 作品リスト

### テレビアニメ
1988年
- おそ松くん（撮影）

1990年
- 平成天才バカボン（撮影）
- ルパン三世 ヘミングウェイ・ペーパーの謎（撮影）
- ちびまる子ちゃん（演出助手）

1991年
- 燃えろ!トップストライカー（1991年 - 1992年、演出）

1992年
- 風の中の少女 金髪のジェニー（1992年 - 1993年、監督補・演出）

1993年
- ムカムカパラダイス（1993年 - 1994年、演出）

1994年
- 愛と勇気のピッグガール とんでぶーりん（1994年 - 1995年、演出）

1995年
- ママはぽよぽよザウルスがお好き（1995年 - 1996年、演出）

1996年
- VS騎士ラムネ&40炎（絵コンテ・演出）
- こちら葛飾区亀有公園前派出所（1996年 - 2004年、絵コンテ）

1997年
- 勇者王ガオガイガー（1997年 - 1998年、絵コンテ）
- 少女革命ウテナ（演出）

1998年
- 星方武侠アウトロースター（絵コンテ・演出）

1999年
- 魔術士オーフェン Revenge（1999年 - 2000年、絵コンテ・演出）
- 天使になるもんっ!（原案・監督）※初監督作品
- キョロちゃん（1999年 - 2001年、監督）※途中から

2000年
- ラブひな（絵コンテ）
- だぁ!だぁ!だぁ!（2000年 - 2002年、絵コンテ・演出）
- 機巧奇傳ヒヲウ戦記（絵コンテ）

2001年
- 学園戦記ムリョウ（絵コンテ）
- 機動天使エンジェリックレイヤー（監督）
- カスミン（2001年 - 2003年、絵コンテ）

2002年
- あずまんが大王（監督）

2003年
- ななか6/17（絵コンテ）
- GAD GUARD（原作・監督・シリーズ構成）
- デ・ジ・キャラットにょ（絵コンテ）
- 魁!!クロマティ高校（2003年 - 2004年、絵コンテ）

2004年
- かいけつゾロリ（2004年 - 2005年、監督・シリーズ構成）
- 忘却の旋律（監督）

2005年
- 魔法先生ネギま!（構成協力・パイロット版監督）
- 奥さまは魔法少女（原作・監督・シリーズ構成）

2006年
- 獣王星（監督）
- タマ&フレンズ 探せ!魔法のプニプニストーン（絵コンテ）
- 天保異聞 妖奇士（2006年 - 2007年、監督）

2007年
- のだめカンタービレ（絵コンテ）
- ぽてまよ（ED絵コンテ・演出）
- 精霊の守り人（絵コンテ）

2008年
- 狂乱家族日記（ED（凰火ver）絵コンテ）
- とある魔術の禁書目録（2008年 - 2009年、監督）
- バトルスピリッツ 少年突破バシン（絵コンテ）

2009年
- こんにちは アン 〜Before Green Gables（絵コンテ）

2010年
- とある魔術の禁書目録II（2010年 - 2011年、監督）

2013年
- ふたりはミルキィホームズ（監督）
- のんのんびより（絵コンテ）

2014年
- のうりん（絵コンテ）
- selector infected WIXOSS（絵コンテ）
- トリニティセブン（監督）

2015年
- 探偵歌劇 ミルキィホームズ TD（監督）
- 俺がお嬢様学校に「庶民サンプル」としてゲッツされた件（絵コンテ）

2016年
- ブレイブウィッチーズ（絵コンテ）

2017年
- スクールガールストライカーズ Animation Channel（監督・絵コンテ・演出）
- クジラの子らは砂上に歌う（絵コンテ）

2018年
- されど罪人は竜と踊る（総監督）
- とある魔術の禁書目録III（2018年 - 2019年、監督・絵コンテ・演出）

2019年
- とある科学の一方通行（ED絵コンテ・演出）
- BEASTARS（絵コンテ協力）

2020年
- アルゴナビス from BanG Dream!（監督・絵コンテ）
- ダンジョンに出会いを求めるのは間違っているだろうかIII（絵コンテ）

2021年
- シキザクラ（絵コンテ）

2023年
- TRIGUN STAMPEDE（絵コンテ・演出）

2024年
- デリコズ・ナーサリー（監督・絵コンテ・演出）
- ダンダダン（絵コンテ・演出）

2025年
- ハニーレモンソーダ（監督）

2026年
- エレキシード（監督）

### 劇場アニメ
1997年
- ザ☆ドラえもんズ 怪盗ドラパン謎の挑戦状!（演出）

2000年
- ザ☆ドラえもんズ ドキドキ機関車大爆走!（監督）

2001年
- ドラミ&ドラえもんズ 宇宙ランド危機イッパツ!（監督）
- あずまんが大王 THE ANIMATION（監督）

2012年
- マジック・ツリーハウス（監督）

2013年
- 劇場版 とある魔術の禁書目録 -エンデュミオンの奇蹟-（監督）

2017年
- 劇場版 トリニティセブン -悠久図書館と錬金術少女-（監督）

2018年
- モンスターストライク THE MOVIE ソラノカナタ（監督）

2019年
- 劇場版 トリニティセブン -天空図書館と真紅の魔王-（監督）

2023年
- 劇場版アイドリッシュセブン LIVE 4bit BEYOND THE PERiOD（監督）※山本健介と共同

### OVA
- エイリアン9（2001年 - 2002年、絵コンテ）
- よつのは（2008年、監督・脚本）